# 산호교통
산호교통(山湖交通)은 대전광역시의 시내버스 회사이다. 본사는 대전광역시 동구 금산로 471 (구도동)에 있으며, 낭월공영차고지를 동인여객과 같이 사용한다.

## 역사

### 구 신일교통
- 1979년 10월: 계룡버스 상무이사 송재면이 모회사로부터 차량 10여대를 양수받아 신일교통 설립
- 2000년 2월: 이재한이 인수, 차고지를 비래동에서 대성동으로 이전하면서 현재 사명으로 변경
- 2001년: 구 서진운수로부터 도시형버스 8대 양수
- 2003년: 낭월공영차고지로 이전
- 2004년: 서진운수 흡수 합병

### 구 서진운수
- 1979년: 대전교통에서 분리 독립하여 대원교통 설립
- 1983년: 차고지를 용전동으로 이전하고 서진운수로 사명 변경
- 1997년: 부도, 용전동 차고지를 매각하고 신탄진동에 차고지 임대, 이전
- 2001년: 산호교통(구 신일교통)에 도시형버스 8대 양도
- 2004년: 낭월공영차고지 이전 후 산호교통에 흡수합병

## 뮤직비디오 출연
2004년, 가수 데이라이트(Daylight)가 부른 노래인 '비밀' 뮤직비디오에 시내버스로 출연한 바가 있다.
해당 차량은 구 신일교통 시절에 반입한 대우 BS106 하이파워 1996년 후반기형 반개폐창 모델이었으며, 뮤직비디오 촬영이 끝난 후 총알이 남아있었고,
예비차로 잔존하다 뉴 슈퍼 에어로시티로 대폐차되어 없어졌다. 그러나 현재도 뮤직비디오 자료가 남아있어 음악 포털사이트에서 볼 수 있다.

## 운행 노선
- ● 급행4번: 낭월공영차고지 ~ 비래동
- ● 31번: 서남부터미널 ~ 원동네거리
- ● 33번: 대전역 ~ 구완동(사정공원/산성초등학교 경유로 구분)
- ● 52번: 대전역 동광장 ~ 산정마을
- ● 313번: 대전동신과학고 ~ 효문화마을/뿌리공원
- ● 318번: 오월드 ~ 대덕대학교(금남교통, 경익운수와 공동운행)
- ● 512번: CJ대한통운 ~ 동구아름다운복지관
- ● 514번: 낭월공영차고지 ~ 만년동
- ● 602번: 비래동 ~ 월평주공아파트
- ● 605번: 대전대학교동문 ~ 갈마아파트
- ● 618번: 대전동신과학고등학교 ~ 대전컨벤션센터
- ● 619번: 대전동신과학고등학교 ~ 서대전여고
- ● 620번: 낭월공영차고지 ~ 대한통운
- ● 703번: 신탄진 ~ 정림동(대전교통, 대전운수와 공동운행)

## 주요 운행 차종

#### 현대자동차
- 현대 그린시티
- 현대 뉴 슈퍼 에어로시티
- 현대 저상 뉴 슈퍼 에어로시티
- 현대 일렉시티

## 갤러리

107번
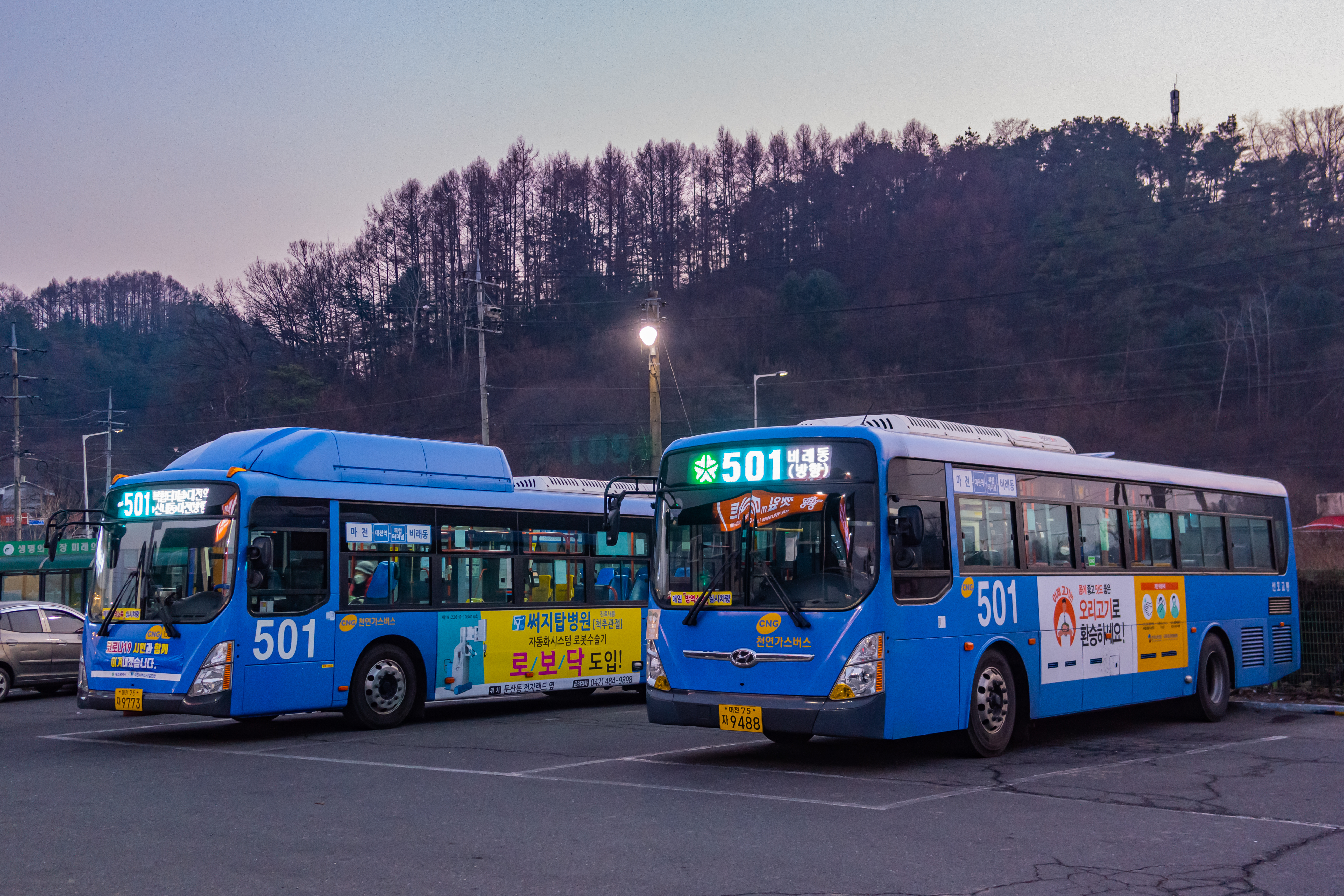
501번